# Leonnates indicus
Leonnates indicus är en ringmaskart som beskrevs av Johan Gustaf Hjalmar Kinberg 1866. Leonnates indicus ingår i släktet Leonnates och familjen Nereididae. Inga underarter finns listade i Catalogue of Life.